# Liwonde
Liwonde är Malawis nionde största stad och ligger i Southern Region.

## Geografi
Liwonde ligger i Machingadistriktet, utefter floden Shire och på vägen mellan Zomba och Lilongwe. Staden är viktig för transporter, med en korsning av två motorvägar, samt en järnväg till Moçambique.
Liwonde är dock mest känd för den 548 kvadratkilometer stora Liwondes nationalpark. Parken nås med båt på floden Shire året runt, eller med bil från den södra entrén. Liwonde är därför ett vanligt samlingsområde för besökare till parken.

## Klimat
Liwonde är känt för att ha ett extremt hett klimat, vilket gör att bara ett fåtal utlänningar bor där. Näst intill de enda utlänningar som passerar staden är på väg mellan Zomba och Lilongwe, eller till nationalparken.

## Tjänster

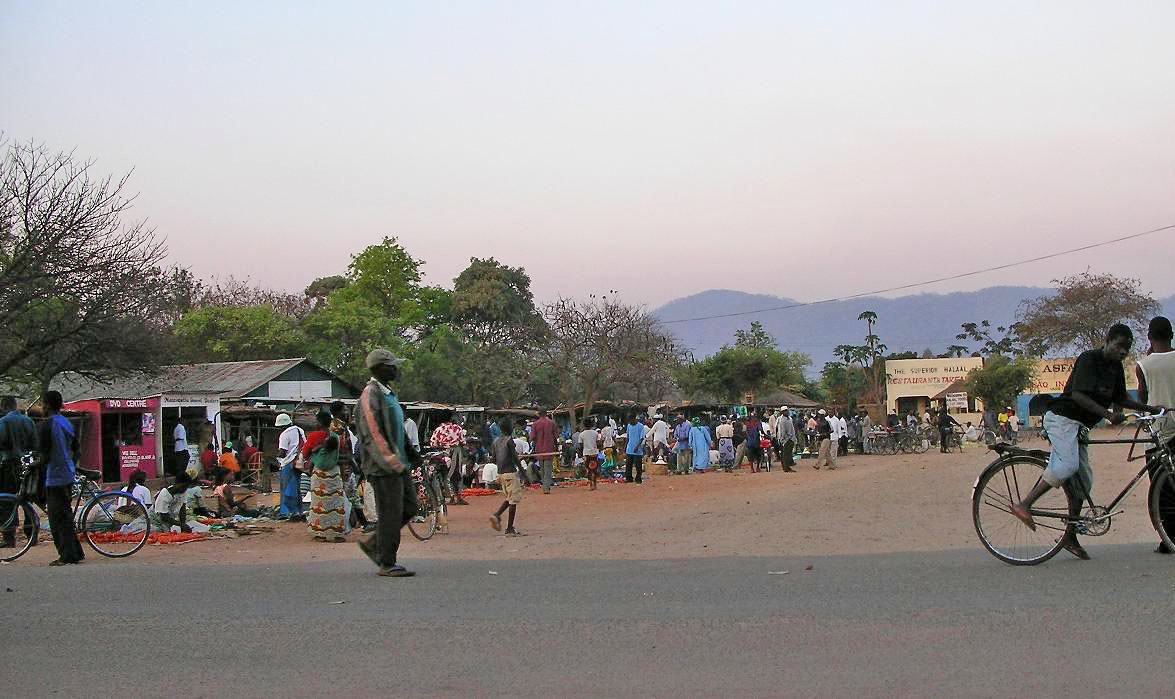
Liwondes marknad.

Följande avsnitt är baserat på år 2002.
Liwonde har tillgång till vatten, elektricitet, telefon och mobiltelefontäckning. Dessa är, precis som i andra mindre städer, inte så pålitliga. Staden har även ett sjukhus och en bensinstation.
Man har ett stort sortiment med varor, bland annat majsmjöl, tomater, lök, kål, bananer, pumpablad, raps, maniok, sötpotatis, irländsk potatis, ris, kidneybönor, getter, ägg och olika frukter. Ibland finns även gröna bönor, auberginer, okra och sockerrör att tillgå. PTC och McConnells levererar ett brett sortiment av livsmedel.